# Florian Jozefzoon
Florian Jozefzoon (Saint-Laurent-du-Maroni, Guyana Francesa, 9 de febrero de 1991) es un futbolista surinamés. Juega como centrocampista en el C. F. Intercity de la Primera Federación de España.

## Trayectoria

### Eredivisie
Hizo su debut con el primer equipo del Ajax durante la temporada 2010-11. Extendió su contrato con el club en junio de 2011, y pasó la temporada 2011-12 a préstamo con el NAC Breda. Fue transferido al RKC Waalwijk en junio de 2012, y finalmente llegó al PSV en julio de 2013.

## Selección nacional
Representó a los Países Bajos en las categorías sub-19 y sub-21. En febrero de 2021 decidió representar a Surinam en categoría absoluta.